# Encontro Irmandiño
Encontro Irmandiño és una organització que forma part del partit polític ANOVA-Irmandade Nacionalista i que anteriorment va estar integrada en el Bloc Nacionalista Gallec com a corrent interna.

## Història
Encontro Irmandiño va ser fundat com a corrent interna del Bloc Nacionalista Galego (BNG) el 21 de juliol de 2007 en una reunió en Santiago de Compostel·la. Encapçalat per Xosé Manuel Beiras, defensa una retorn als principis fundacionals del BNG, com la democràcia interna, l'assemblearisme i la comunicació fluida entre els estaments de l'organització. Té uns documents de base que guien el seu treball polític.
En la XII Assemblea Nacional del BNG, celebrada a Santiago de Compostel·la el 2 i 3 de desembre de 2006, la llista propugnada pel Encontro Irmandiño va aconseguir nou dels cinquanta membres del Consell Nacional i tres en l'Executiva Nacional. Va ser la segona llista en nombre de vots, amb 449 (17,09%). Després de perdre els seus candidats (Xosé Manuel Beiras i Carlos Aymerich) i la seva candidatura (en aliança amb Máis Galiza, CS, PNG, EN, Inzar, UG i EGS) en la XIII Assemblea del BNG, Encontro Irmandiño convocà una Assemblea Nacional Extraordinària el 12 de febrer de 2012 al recinte firal d'Amio, en la qual decidí abandonar el BNG.
El 14 de març de 2012 Encontro Irmandiño va anunciar que havia començat a contactar amb altres petites formacions de cara a la creació d'una plataforma electoral, entre les quals estarien Máis Galiza, Esquerda Nacionalista, Espazo Ecosocialista Galego, Nova Esquerda Socialista, Frente Popular Galega (FPG), Partido Comunista do Povo Galego (PCPG), Movemento pola Base (MpB), Causa Galiza, Fronte Obreira Galega (FOGA) (creat per exsindicalistes de la CIG), Nacionalistas de Marín i un petit sector escindit del PSOE de Vigo. Aquesta plataforma, que tindria el nom temporal de Novo Proxecto Común, donaria lloc al nou partit polític ANOVA-Irmandade Nacionalista.